# Xã Raymond, Quận Monroe, Arkansas
Xã Raymond (tiếng Anh: Raymond Township) là một xã thuộc quận Monroe, tiểu bang Arkansas, Hoa Kỳ. Năm 2010, dân số của xã này là 57 người.